# アフリカ美術

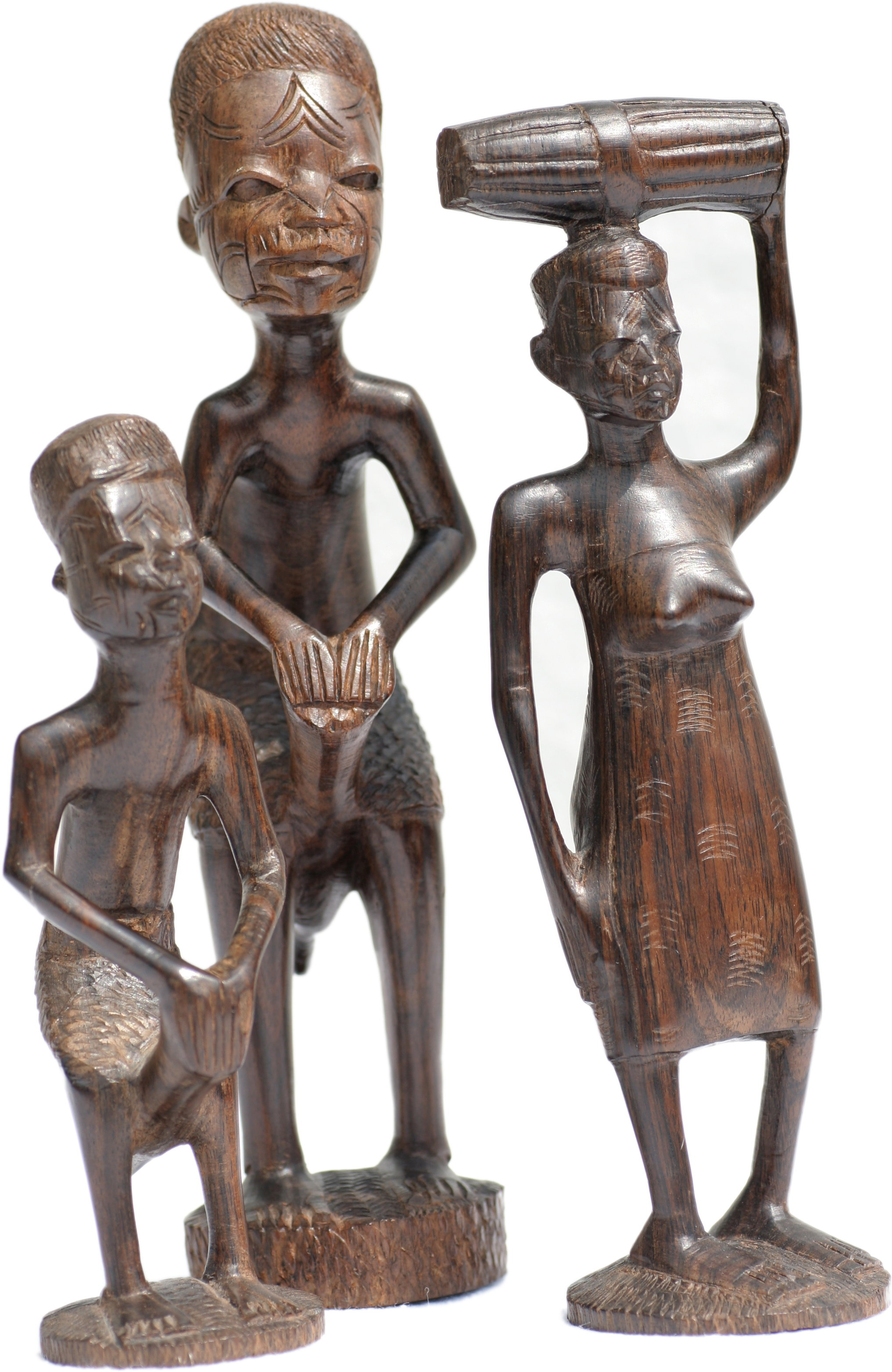
タンザニア、マコンデ族の彫刻

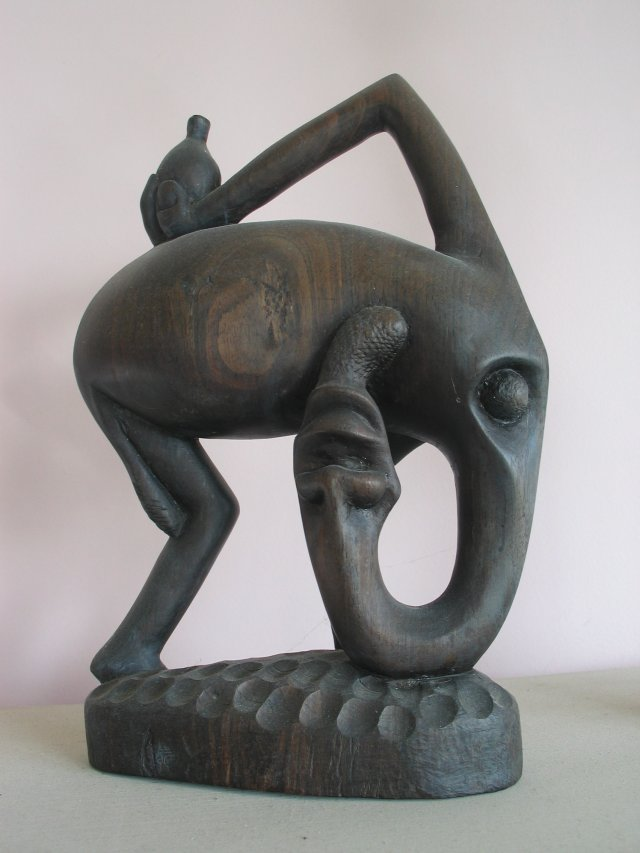
Makonde carving c.1974

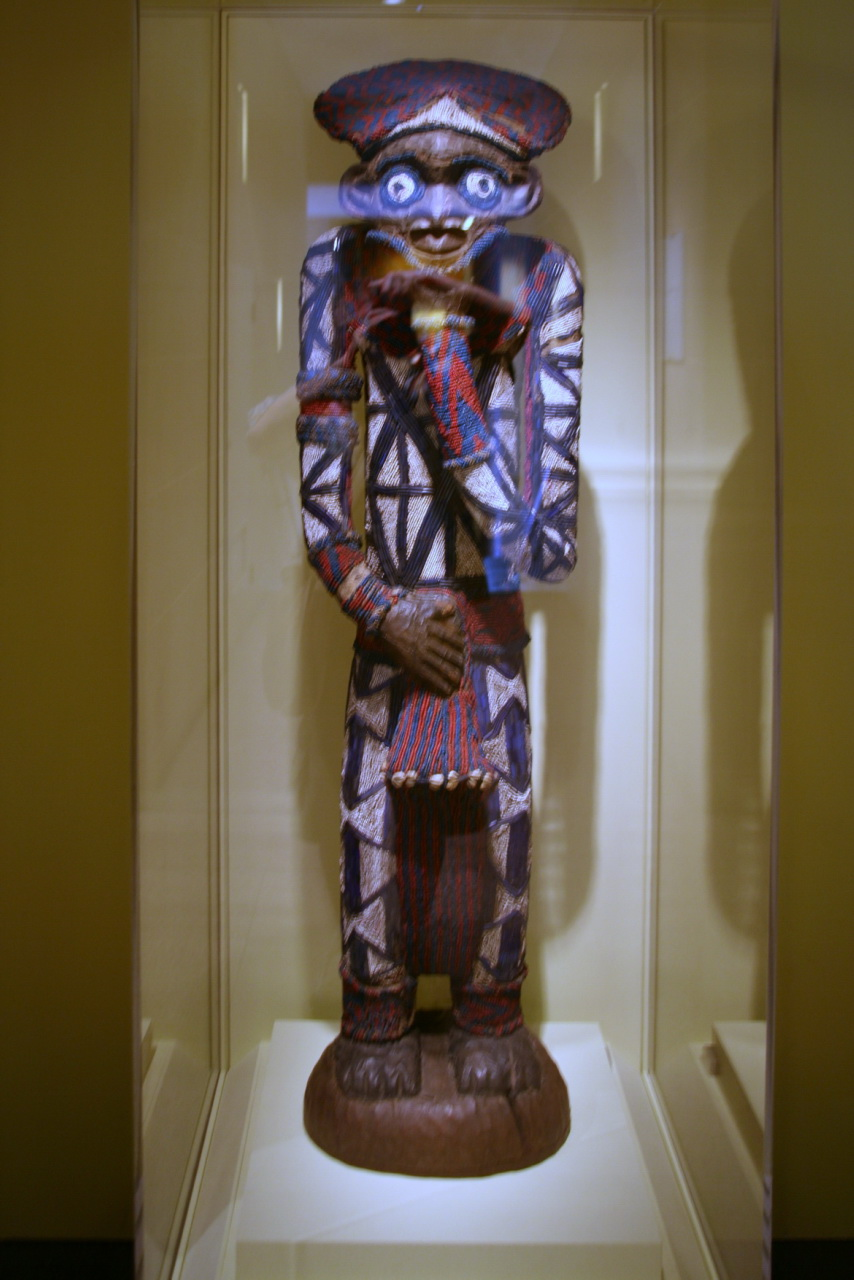
Pearl sculpture of the Bamun

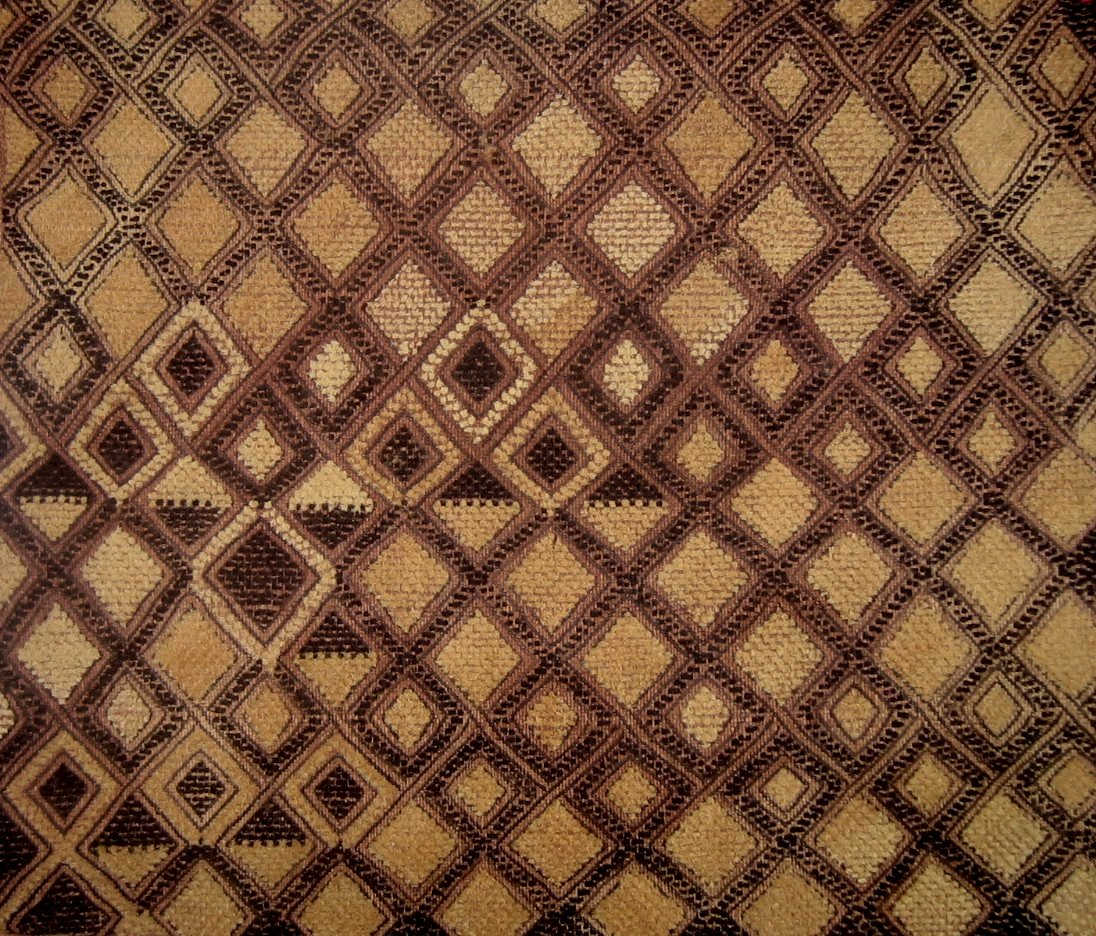
Velours from Kasai

アフリカ美術（アフリカびじゅつ）とはアフリカにおける美術、視覚文化を指す。

## 概要
アフリカ大陸における美術や文化は、多様で創造性に富む芸術的遺産の1つである。鑑賞者たちの多くが「伝統的な」アフリカ美術を一般化しがちであっても、大陸は多数の民族、社会および文明であふれており、それぞれに独特の視覚文化を有している。その多様性にもかかわらず、アフリカ大陸の視覚文化を全体として考えるとき、何かしら共通した美術上の特質を感じることも可能である。なお、木彫りの彫刻は色彩感覚に乏しいが、アフリカのファッションは色彩感覚にあふれている。
芸術的創造性と表現上の個人主義 - 過去の芸術家の遺産を引き継ぎながら、特に西アフリカでは芸術家の自律的な個人主義を見ることができる。
形式の革新 - 美術作品が厳格な表象の規範に従って生産される傾向にある「西洋」社会と違い、多くのアフリカ社会ではアーティストに対して様式・形式の革新と創造を促している。この革新と多様性は、大きな歴史的・地理的ひろがりの間にだけでなく、村と村との間にさえ見られるものである。
視覚的抽象 - アフリカの美術作品は自然主義的な再現よりも視覚的抽象を好む傾向にある。これは多くのアフリカ美術の作品が、メディウムによらず、対象や概念を描写するよりも表象する傾向にあるからである (もちろんここには例外があり、最も著しいものでは古代エジプトの美術品に加えてイレ・イフェのヨルバ市の頭部肖像がある)。
彫刻の重視 - アフリカのアーティストは2次元の作品よりも3次元の作品を好む傾向にある。多くのアフリカ絵画や布の作品でさえ、3次元的に体験されるよう意図されている。家屋に描かれた絵画はしばしば家を取り囲む連続したデザインとして見られ、その全体を体験するためには作品の周りを巡ってみなければならない。また装飾された布は装飾的または儀式的な衣装として身に着けられ、着る人を生きた彫刻に変える。

「アフリカ美術」という用語には長い論争の歴史がある。21世紀に至るまで、通常「アフリカの」との指定は「ブラック・アフリカ」、つまりサハラ以南のアフリカの美術ばかりが強調される傾向があった。古代エジプト美術と同様に、北アフリカ、地中海沿岸、エチオピアの美術は「アフリカ美術」とは言われなかったのである。最近では、アフリカ美術史やその他の学者たちの間には、これらの地域の文化は実際にアフリカ大陸の地理的境界の内側に起こったものであるという理由から、そうした地域の視覚文化を「アフリカ美術」という用語に含めようという動きがある。全てのアフリカ文化とその視覚文化を「アフリカ美術」という用語に含めることによって、サハラ砂漠の南北両側の大陸に存在し、またかつて存在した文化の多様性について、専門家でない人々がより良い理解を得られるだろうという発想である。アフリカ、イスラム、地中海の文化はしばしば合流したため、イスラムと古代エジプト、地中海および伝統的なアフリカ社会の間に明確に線引きをしてもあまり意味がないということに学者たちは気付いたのである。最後に、ブラジルや西インド諸島、合衆国南東部に広まっているアフリカのディアスポラの人々の美術は、追放されたアフリカの諸民族と、彼らと新しい世界や文化との出会いの産物として「アフリカ美術」研究に含まれ始めている。

## 歴史
アフリカ美術の起源は記録のある歴史よりずっと遡る。ニジェールのサハラ砂漠にあるアフリカの岩絵では6000年前に彫られたものが保存されている 。現在知られている最も古い彫刻はナイジェリアのノク文化のもので、紀元前500年頃に作られたものである。サハラ以南のアフリカに加えて、西部の部族の文化、古代エジプトの制作物、南部の土着の工芸もアフリカ美術に大きく寄与している。しばしば周囲の自然の豊かさを描写しているそれら美術は、しばしば動物や植物や自然のデザインや形態の抽象的な解釈となっている。
美術を制作するより複雑な方法は、13世紀頃にイスラムの拡大と共にサハラ以南のアフリカに初めてもたらされた。しばしば象牙や貴石で装飾されることもあるブロンズや真鍮の鋳造は、西アフリカの多くで非常に価値の高いものになり、時にはベニンのブロンズのように宮廷美術家や王室に認められたものだけに限定されることもあった。
20世紀の初め、ピカソやマティス、モディリアーニといったアーティストは彼らの表現のための新しい形態の探求の中で、アフリカ彫刻から深い感銘を受けている。西洋において、アフリカの「伝統的」な仮面や彫刻を民族誌的なものとしてではなく、美術作品として分析されたのはキュビスム運動が早かった。ピカソがアフリカ美術に影響された時期は、戦前に数年間続き、アフリカの美術と彫刻に基いた作品が制作された。マイルス・デイヴィスはジャケットアートやファッションなどで、アフリカ芸術の影響を受けた。

## 伝統美術
「伝統的な」美術は博物館のコレクションに典型的に見られるような、最もよく知られ、また研究されているアフリカ美術を表す。木製の仮面は、人間のものも動物のものもあるが、西アフリカで最も一般的に見られる形態である。元来の文脈では、儀式的な仮面は宗教的・政治的・社会的なパフォーマンスにおいて役者やダンサーによって使われるものである。像を作る材料と共に、象牙、石、準宝石など仮面に使われる。装飾的な衣服もまた一般的で、複雑な技法が用いられており、アフリカ美術を構成するもう一方の大きな領域である。

## 現代美術
アフリカは現代美術の文化が大きく栄えている場所である。しかし、学者やコレクターたちが「伝統的」アフリカ美術を強調してきたために、最近までこのことは影にかくれてきた。
19世紀からヨーロッパ諸国による植民地化が進むとアフリカ各地で偶像破壊が行われ、1920年代にはヨーロッパの移民やキリスト教宣教師によって美術学校などの組織が設立された。1960年代から植民地からの独立が相次ぐと、国家建設とともに公立の美術制度が始まり、国民や民族を単位として芸術運動が行われた。1980年代に経済危機が起き、公的な美術制度が停滞や後退を起こすと、美術のテーマも個別化していった。1989年にはポンピドゥー・センターで「大地の魔術師展」が開催され、アフリカ作家の作品がモダン・アートの美術館で展示され始めた。
作家を世代別にみると、国際的な展覧会に初めて参加したのがゼリフナ・イェトムゲタ(Zerihuna Yetmgeta)、エル・アナツイ（1944年-）、ルバイナ・ヒミッド（1954年-）、ソカリ・ダグラス・キャンプ（1958年-）らの世代にあたる。次の世代は初期から国際的に作品を発表するようになり、ロマール・アズメ（1962年-）、インカ・ショニバレ（1962年-）、ビル・ビジョカ(Bill Bidjocka)（1962年）、オル・オギュイベ（1964年-）、ジェムス・ロバート・ココ・ビ（1966年-）、ザネレ・ムホリ（1972年-）、アイダ・ムルネ（1974年-）らがそれにあたる。2000年代以降は作風や主題が多様化するとともに、公的制度に代わって美術インフラの構築に関与する作家も増えた。サミー・バロジ（1980年-）、メアリー・シバンデ（1982年-）、キング・フンデックピンク(King Houndekpinkou)（1987年-）、エディ・カマンガ・イルンガ（1991年-）らがいる。
ビエンナーレはダカール、セネガル、および南アフリカのヨハネスブルクで開催されている。多くのアフリカの現代アーティストは美術館に所蔵され、またその作品はオークションで高値で売られることもある。にもかかわらず、多くのアフリカの現代アーティストは、作品を販売する市場を見付けるのが困難である傾向にある。現代アフリカ美術の多くは先行する伝統から非常に多くを借用している。皮肉なことに、こうして抽象を強調することが、西洋人の目からは彼らの祖先の美術からの再現というよりは、ピカソやマティスといった、ヨーロッパやアメリカのキュビストやトーテム美術家の模倣のように見られてしまう。そのようにして、西洋の美術市場ではアフリカの現代美術は独創的でも革新的でもないものと見られうるのである。

## 国別
- コートジボワール

バウール(Baoule)、セノフォ(Senoufo)、ダン(Dan)の各民族は木彫の技術に優れており、それぞれの文化で多種多様な木製の仮面が作られている。コートジボワールの民族は神々を描くために戯画の中で動物を表現したり、死者の魂を表現するために仮面を用いる。
仮面は偉大な精霊の力を持っているために、特別に訓練された人以外は着用したり所有したりすることはタブーと考えられている。
これらの儀式的な仮面はそれぞれ魂や生命力を持つと考えられており、これを被ることによってその人は仮面が表すものへと変容すると考えられている。
- ボツワナ

ボツワナの北部では、エシャ(Etsha)やガメール(Gumare)の村にいる部族の女性たちがモラ椰子と地域の染料でバスケットを作る技術で注目される。バスケットは一般的に3種類が編まれる: 大きくてふたのある貯蔵用のバスケット、頭に載せて物を運んだり脱穀した穀物をふるいにかけたりする開いたバスケット、そして粉砕した穀物をふるいにかける小さな皿。これらのバスケットの芸術性は、ますます商業用に生産されていくにしたがって色使いやデザインの改良によって着々と向上し続けている。
最も古い古代の絵画の痕跡はボツワナと南アフリカの両方で見付かっている。動物と人間両方を含む狩猟の描写はコイサン族が制作したもので、2万年以上前に文明以前のカラハリ砂漠で描かれたものである。
- エジプト

3千年の歴史と30の王朝の間、「公式の」古代エジプト美術は国家の宗教を中心としていた。その美術は巨大な彫像や小さな像のある石造彫刻から、歴史や神話を描いた壁画まである。紀元前2600年にはエジプト彫刻はその最盛期に達し、ラムセス2世の治世となるまでの1500年の間、再びその域に到達することはなかった。
多くの作品にはある種の固さがあって、像は最も威厳のある衣装で直立し、厳格で落ち着き払った様子である。身体の比例もまた数学に由来しており、表された像に奇妙な完全性の感覚を与えている。これは恐らく支配階層の神聖性を補強するために用いられたのであろう。この時代のエジプト美術の人体表現の様式と流動性は、胴から腰、腰から太ももへの不恰好な推移をしばしば含んでいた一方のギリシア美術をはるかに凌いでいた。

## 部族別
- マコンデ美術（英語版）